# Cain Velasquez
Cain Velasquez (født 28. juli 1982) er en amerikansk sværvægt MMA-kæmper, der er placeret som den bedste sværvægter i dag af Sherdog.